# استوارت کوچولو
استوارت کوچولو (انگلیسی: Stuart Little) یک فیلم لایو اکشن کمدی آمریکایی به کارگردانی راب مینکاف که در سال ۱۹۹۹ منتشر شد. داستان آن بر اساس کتابی به همین نام و دربارهٔ یک موش سخنگو و زندگی وی با یک خانواده است.
این فیلم به طور کلی نقدهای مثبتی دریافت کرد و با فروش بیش از ۳۰۰ میلیون دلار در سراسر جهان به یک موفقیت در گیشه تبدیل شد. این فیلم نامزد جایزه اسکار بهترین جلوه‌های بصری شد، اما به ماتریکس باخت. پس از موفقیت، این فیلم با دنباله‌ای بنام استوارت کوچولو ۲ در سال ۲۰۰۲، مجموعه تلویزیونی کوتاه در سال ۲۰۰۳ و استوارت کوچولو ۳ در سال ۲۰۰۶ منتشر شد.

## داستان
در منهتن، فردریک و النور لیتل از یک یتیم‌خانه دیدن می‌کنند تا برادر جدیدی را برای پسرشان جورج بپذیرند. در عوض، آنها یک موش انسان نما به نام استوارت را قبول کردند. جورج از قبول او به عنوان برادرش امتناع می‌ورزد و گربه خانواده، اسنوبل، از اینکه یک حیوان خانگی جدید برای موش باشد منزجر است. روز بعد، زندگی استوارت در خانه شروع بدی دارد که او به طور ناخواسته در ماشین لباسشویی گیر می‌کند، اما به زودی از این حادثه خلاص می‌شود.

## بازیگران
- مایکل جی فاکس
- جینا دیویس
- هیو لوری
- ناتان لین
- جولیا سویینی
- چاز پالمینتری
- استیو زان
- برونو کیربی
- جنیفر تیلی
- ایستل گتی
- الیس بیسلی
- جیم دان

## بازخوردها
- در متاکریتیک، این فیلم از ۳۲ نقد، امتیاز ۶۱ از ۱۰۰ را به دست آورده است که نشان‌دهنده نقدهای "به طور کلی مطلوب" است.[۴]
- تماشاگرانی که توسط سینماسکور نظرسنجی کردند به فیلم نمره متوسط "A-" در مقیاس A+ تا F دادند.[۵]

- طبق باکس آفیس موجو، فروش نهایی این فیلم در ایالات متحده و کانادا ۱۴۰ میلیون دلار بود و در باکس آفیس بین المللی ۱۶۰ میلیون دلار به دست آورد که در مجموع ۳۰۰ میلیون دلار در سراسر جهان تخمین زده می‌شود.